# Brelan
Pour l’ancien jeu de cartes, voir Brelan (jeu de cartes).

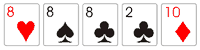
Un brelan de huit.

Un brelan est une combinaison formée de trois cartes de même hauteur.
Cette combinaison est notamment utilisée au poker (voir la liste des combinaisons du poker) ou au trut.
Le brelan est également un ancien jeu de hasard dans lequel on distribuait trois cartes à chaque joueur.